# Parque nacional Manuel Antonio
El Parque Nacional Manuel Antonio es una área de conservación natural localizada en la costa pacífica central de Costa Rica, en el cantón de Quepos, provincia de Puntarenas. El parque está ubicado a unos 157 km al sur de la ciudad de San José capital de Costa Rica y 7 km al sur de la ciudad de Quepos, entre Damas y Matapalo. Fue establecido el 15 de noviembre de 1972 con una extensión de 1983 ha en la parte terrestre y 55 000 ha en la parte marina, dedicados a la conservación, investigación y turismo ecológico orientado hacia la educación ambiental.
Manuel Antonio fue seleccionado por la Revista Forbes en 2011 entre la lista de los 12 parques más bellos del mundo.

## Historia
La región donde se localiza el parque nacional Manuel Antonio fue poblada por la comunidad indígena Quepoa, nombre que dio origen a la ciudad de Quepos. Con la llegada de los colonos, las tierras se convirtieron en área de cultivos que posteriormente fueron adquiridas por la United Fruit Company, hasta que en 1972, por presión del pueblo costarricense, fue adquirido por el Estado, quedando bajo su protección y creándose el parque nacional bajo la Ley 5100. Actualmente es administrado por el Área de Conservación Pacífico Central (ACOPAC), del Sistema Nacional de Áreas de Conservación (SINAC), del Ministerio del Ambiente, Energía y Telecomunicaciones  (MINAET).

## Infraestructura
Este parque nacional alberga uno de los paisajes más impresionantes de Costa Rica y del mundo. Posee varias ensenadas con playas de arena blanca, rodeadas de exuberante vegetación, montañas y bosques que se extienden hasta la línea costera. Se encuentra ubicado en la zona de vida de bosque húmedo tropical.
Destaca por su alta biodiversidad, tanto terrestre como marina, y por la presencia de arrecifes coralinos que enriquecen su ecosistema marino.
Por su excelente clima y belleza escénica es visitado por gran cantidad de turismo nacional e internacional, para lo cual está en la actualidad desarrollando una infraestructura adecuada, con énfasis en la armonía con la naturaleza, de calidad pero mimetizada con esta para reducir el impacto visual y bajo estrictas normas de protección ambiental, obras diseñadas por el reconocido arquitecto bioclimático Ibo Bonilla, entre las que se encuentran el Centro de Visitantes, la Casa de Guardaparques, Miradores e infraestructura de apoyo y el Plan Maestro de Senderos que incluye senderos: Punta Catedral, Cascada, Mirador, Playa Espadilla, Playa Manuel Antonio, Congos, Playas Gemelas, Puerto Escondido, Manglar y sendero Perezosos, con facilidades de accesibilidad universal, áreas de descanso, miradores panorámicos y de interpretación científica.
En las cercanías del Parque abunda todo tipo de comercio con facilidades a todo nivel para el turismo incluyendo comida típica regional e internacional, así como hospedaje para todos los gustos y condiciones económicas.
|                                      |
| Acceso principal al parque nacional. |

|                                       |
| Mapa de senderos del parque nacional. |

|                                |
| Recepción del parque nacional. |

|                                                     |
| Sendero con accesibilidad universal y distribuidor. |

|                                           |
| Centro operativo y Casa de Guardaparques. |

|                                                  |
| Observatorio de niveles tróficos y sus estratos. |

## Flora
Protege parques de bosque primario, bosque secundario, manglar, vegetación de playa, ambientes marinos, islas y una laguna de 14 ha, las especies de flora más características dentro del bosque primario son el guácimo colorado, el pilón, el cedro maría, el guapinol blanco, el surá, el guapinol negro, árbol maderable en peligro de extinción, el lechoso, el cenízaro y la ceiba. 
El manglar que cubre aproximadamente 18 ha, está constituido por tres especies, mangle colorado, mangle blanco y mangle negro, en la vegetación de la playa sobresale el manzanillo, árbol que posee una sustancia lechosa y frutos venenosos, el almendro, el roble sabana y el coco.

### Descripción de algunos árboles
- Luehea seemanii
- Hyeronima alchorneoides
- Calophyllum brasiliense
- Hymenaea courbaril
- Terminalia oblonga
- Cynometra hemitotophylla
- Brosimum utile

## Fauna

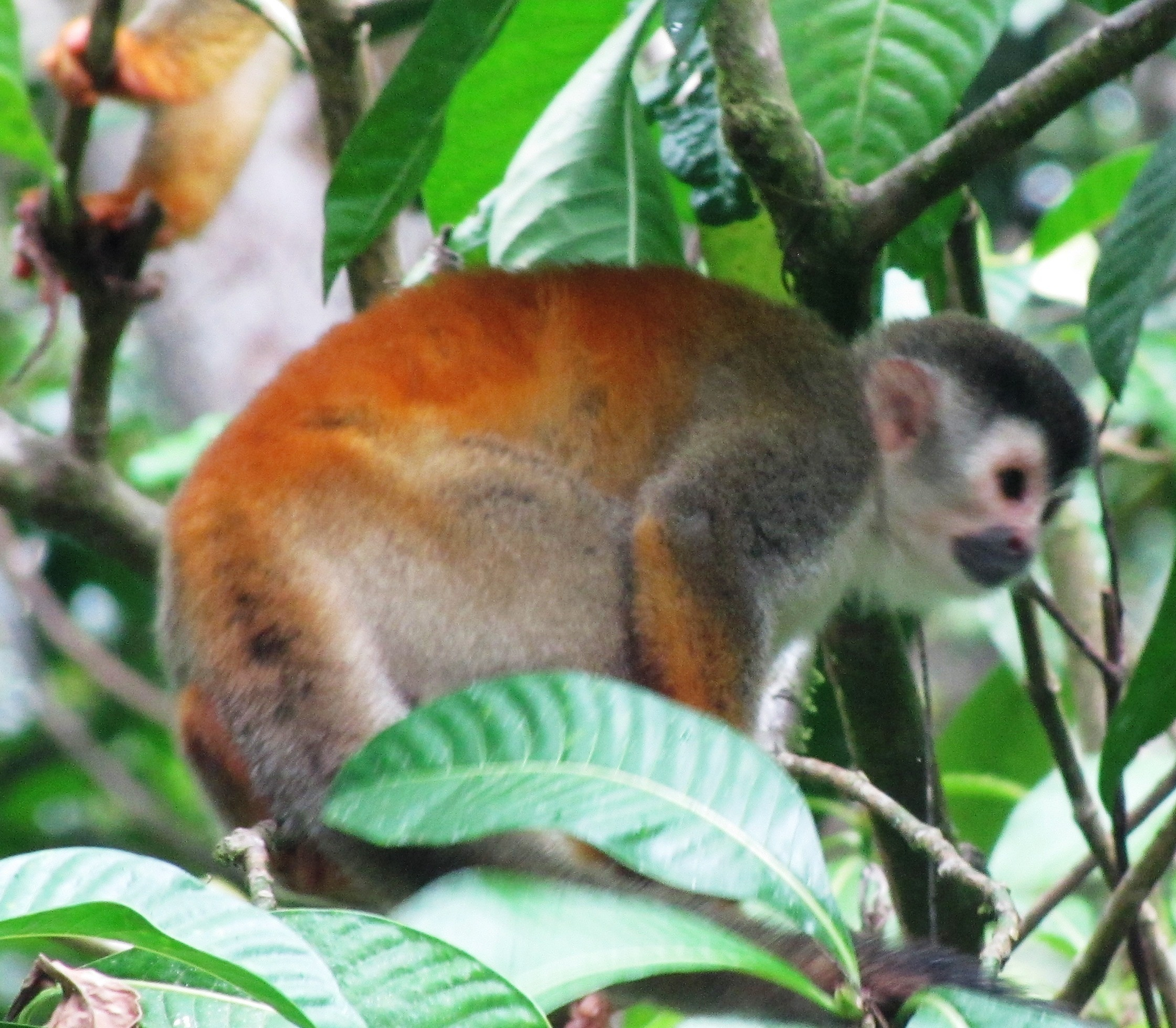
Mono tití, símbolo del parque.

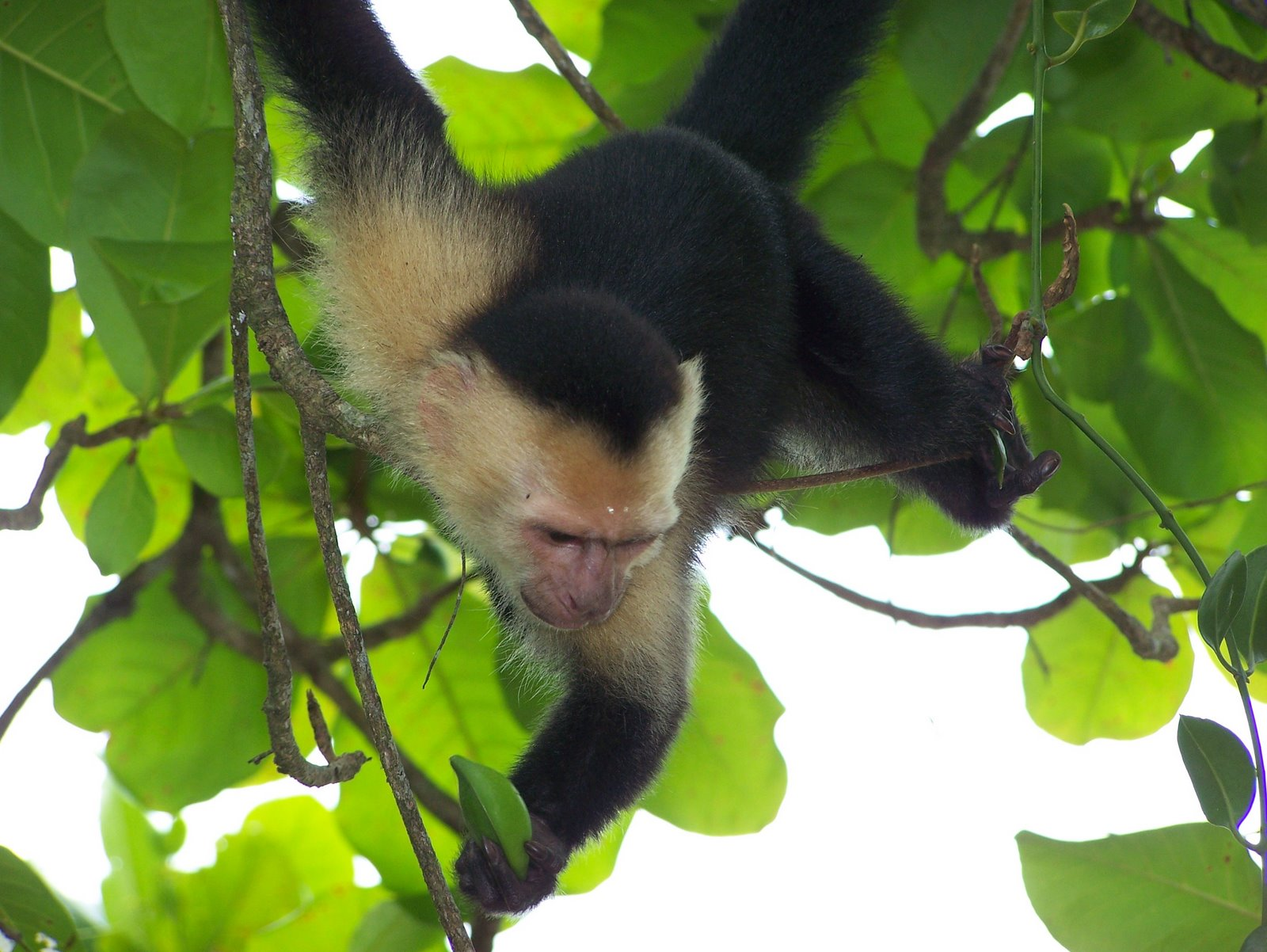
El mono capuchino (Cebus capucinus) es el primate más común en el parque.

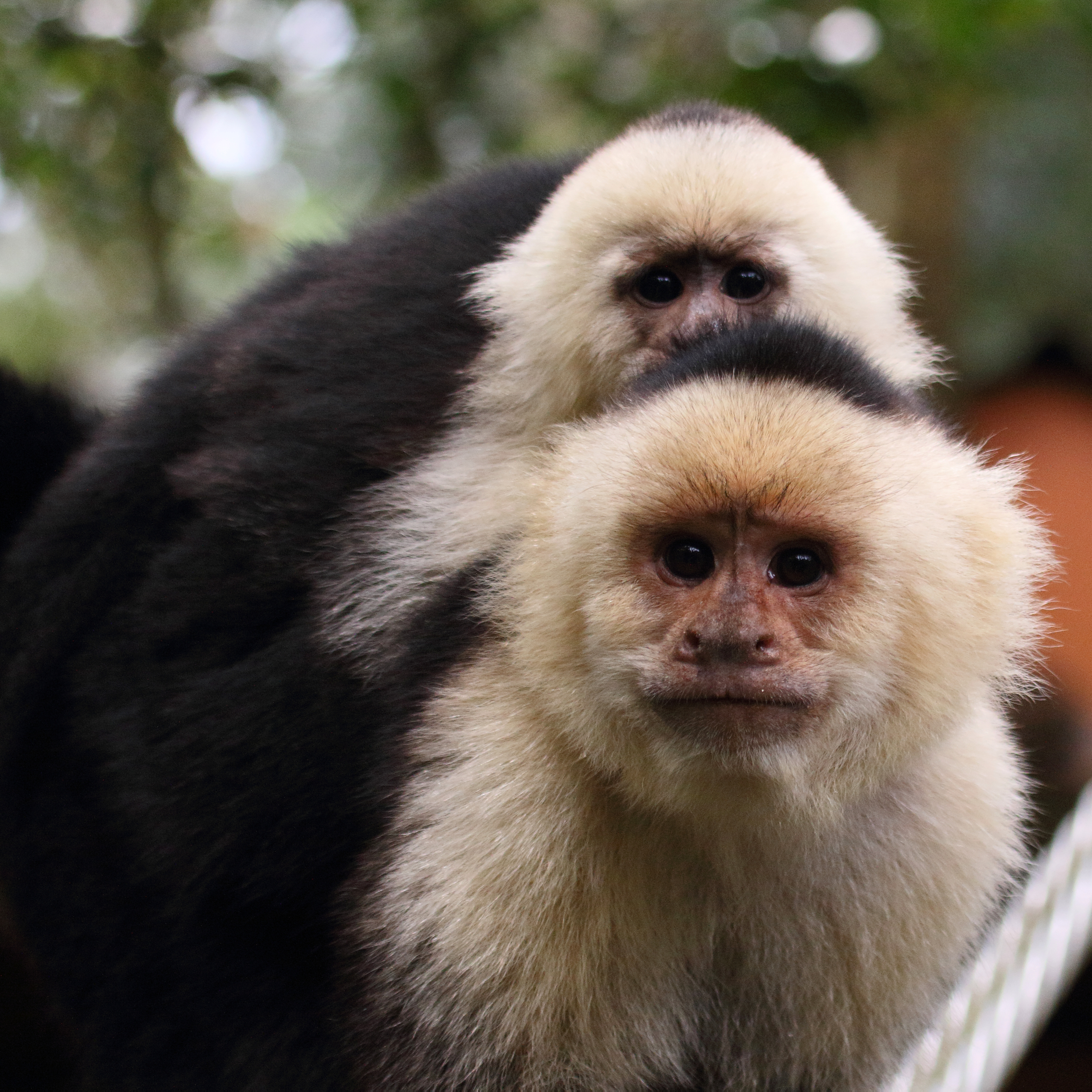
Mono capuchino (Cebus capucinus) con su cría en el parque.

Manuel Antonio posee una rica variedad de fauna. Se han registrado aproximadamente 352 especies de aves, 109 especies de mamíferos y gran cantidad de fauna marina.
Entre los mamíferos más sobresalientes, se pueden mencionar dos especies de mapache, Procyon lotor y Procyon cancrivorus; el venado cola blanca (Odocoileus virginianus); el pizote (Nasua narica); la guatuza (Dasyprocta punctata); dos especies de perezoso: de tres dedos (Bradypus variegatus) y de dos dedos (Choloepus hoffmanni); tres especies de mono: cara blanca (Cebus capucinus),el mono tití o ardilla (Saimiri oerstedii), subespecie endémica del parque que se encuentra en peligro de extinción debido a la destrucción de su hábitat y su utilización como mascota; y el mono congo o aullador (Alouatta palliata).
En el área es frecuente observar especies de aves como el tucancillo (Pteroglossus frantzii), el pelícano (Pelecanus occidentalis), el guaco (Herpetotheres cachinnans), el gavilán cangrejero (Buteogallus anthracinus), el martín pescador verde (Chloroceryle americana) y el chirín coca (Aramides cajaneus). Es posible observar iguanas, garrobos, serpientes e infinidad de insectos.
También hay una fauna marina exuberante como morena, manta rayas, pez ángel, erizos y estrellas de mar.

## Turismo

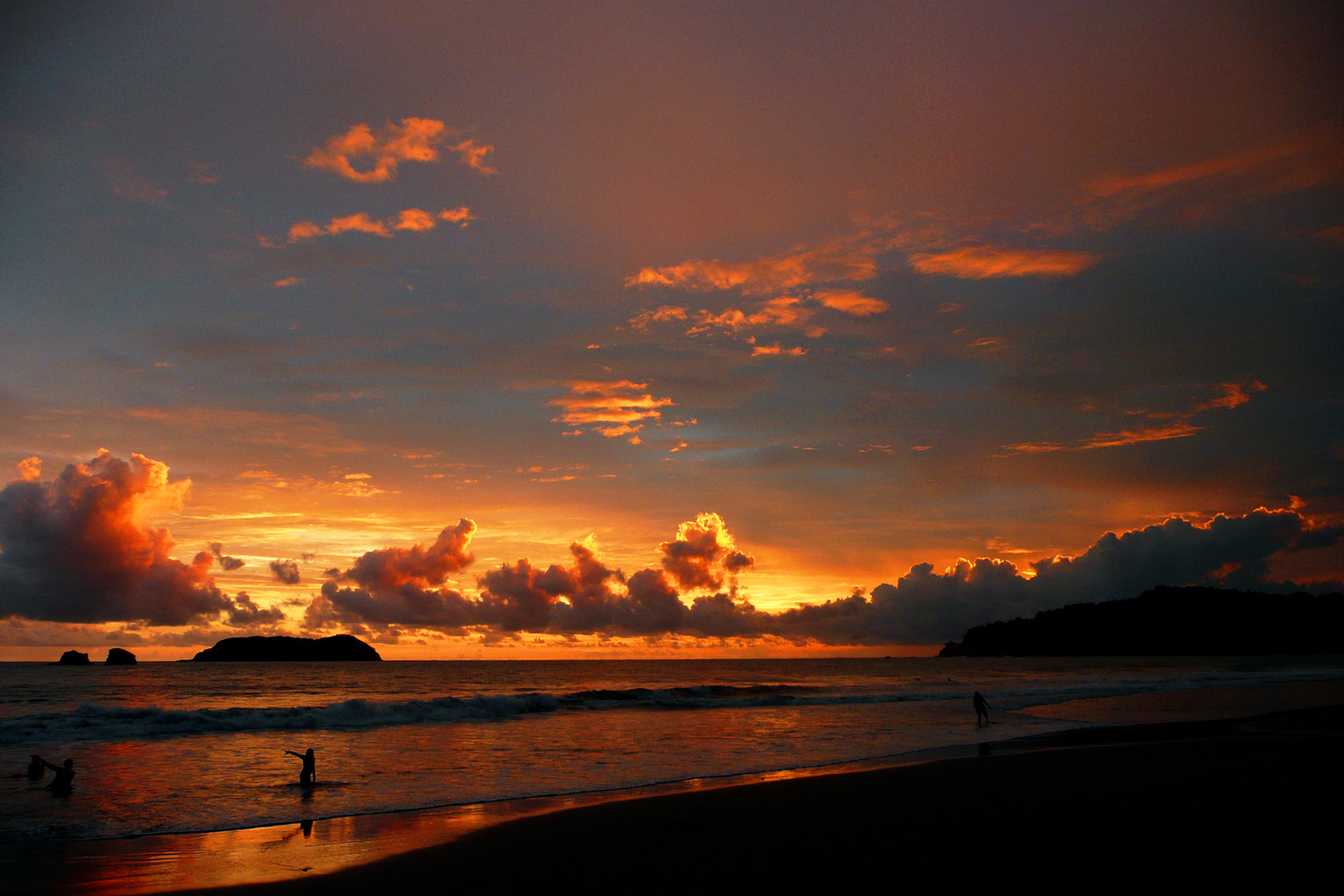
Los fantásticos atardeceres en Manuel Antonio.

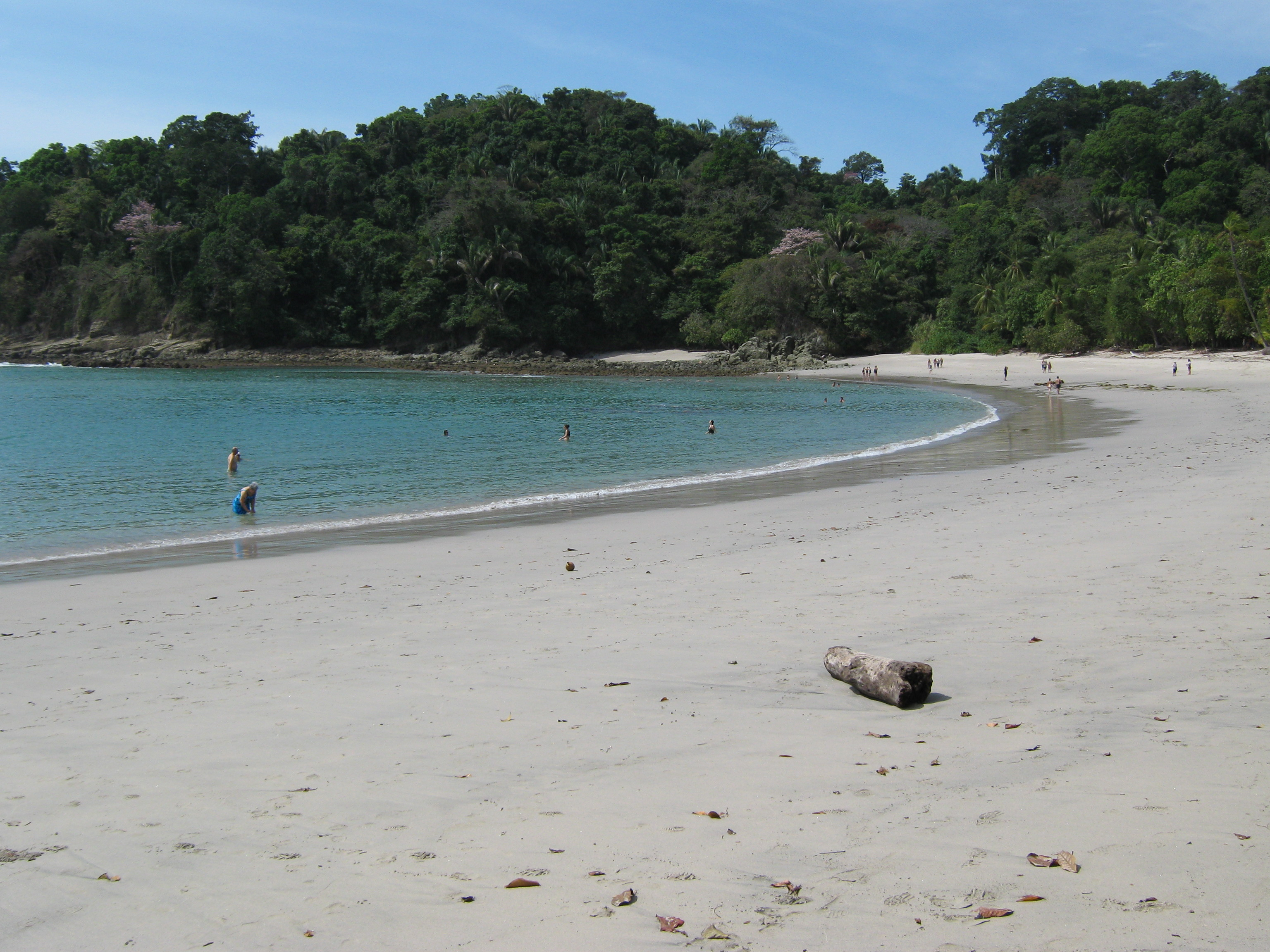
Playa Manuel Antonio con vista a Punta Catedral.

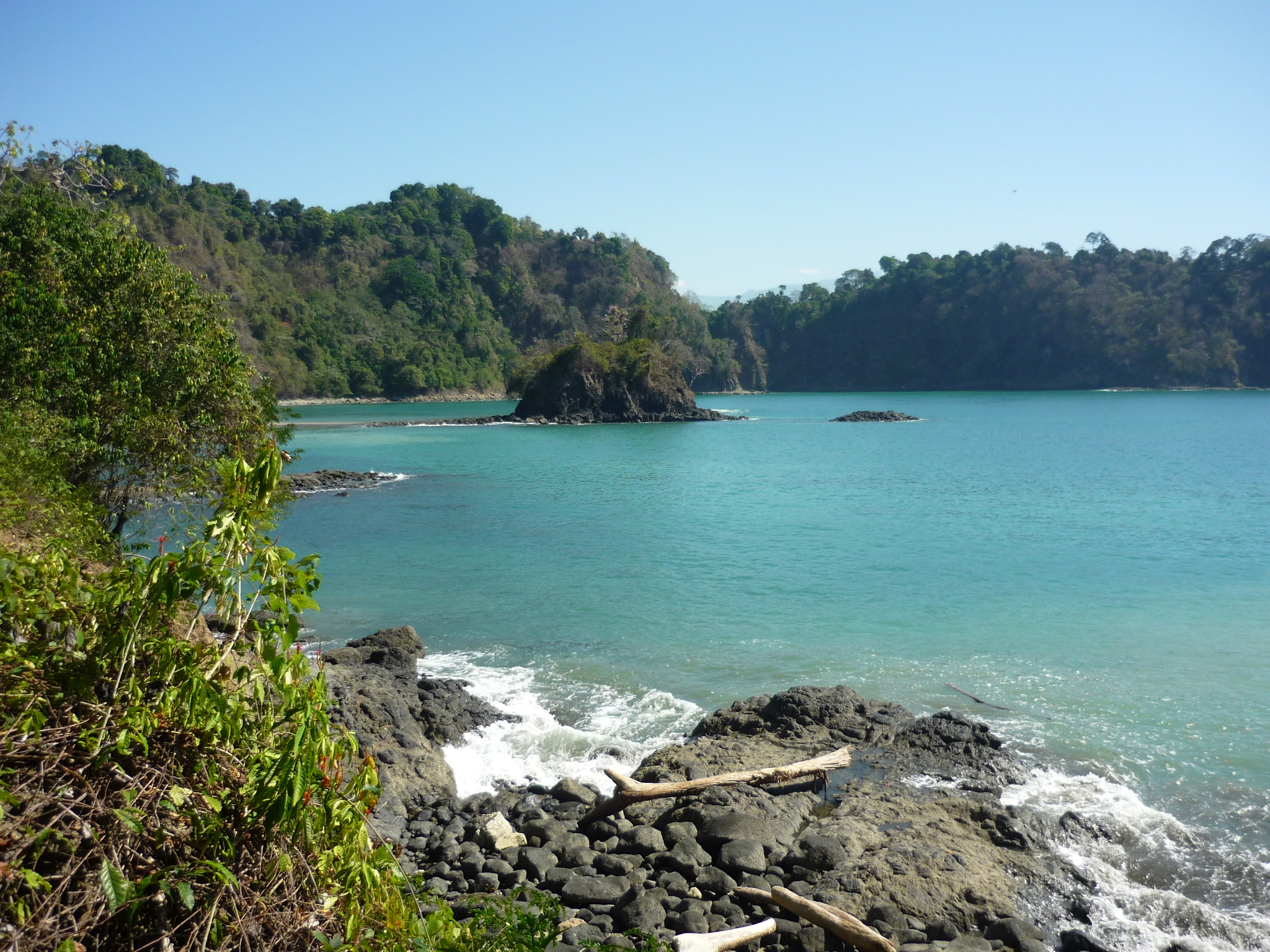
Vista al área de Puerto Escondido y Playa Rey.

El parque nacional Manuel Antonio es uno de los destinos turísticos más famosos de Costa Rica, gracias a su fácil acceso, facilidad y variedad de servicios incluyendo todo tipo de comidas y alojamientos y su gran variedad de flora y fauna en un lugar tan pequeño, el parque se encuentra entre los más visitados del país.
Entre los grandes atractivos están las playas rodeadas por zona tropical. Debido a ello el parque atrae a nadadores, piragüistas, ecoturistas y observadores de animales. La playa de Manuel Antonio fue calificada en 2013 como la mejor playa de Centroamérica según el «Travellers Choice 2013» del sitio de internet Tripadvisor.
Un aspecto importante de la conservación, y debido a la facilidad con que mamíferos como el pizote, el mapache y los primates tienen contacto con los turistas, es seguir la instrucción "POR FAVOR NO ALIMENTAR A LOS ANIMALES", ya que sufren de deformaciones a la hora de embarazo.

## Diagrama de Manuel Antonio
| 3 2 1 4 5 6 8 7 9 10 11 12 13 | 1. Playa Manuel Antonio 2. Punta Catedral 3. Playa Espadilla Sur 4. Puerto Escondido 5. Playa Espadilla Norte 6. Punta Serrucho 7. Desembocadura del Río Naranjo 8. Playa Rey 9. Islas Olocuitas (la más grande), Gemelas (dos pequeñas islas inmediatamente al norte de Olocuitas) y Verde (al noroeste de Gemelas) 10. Punta Quepos 11. Isla Toro Amarillo 12. Isla Mogote 13. Ciudad y puerto de Quepos. |